# Sjeverno europska košarkaška liga
Sjeverno europska košarkaška liga (eng. North European Basketball League, NEBL) je bila regionalna košarkaška liga na području Sjeverne Europe koja je igrana između 1998. i 2003. godine, te je to bio prvi uspješni pokušaj stvaranja regionalne košarkaške lige u Europi. 

## Povijest lige
Ligu je osnovao 1998. godine poznati litvanski košarkaš Šarūnas Marčiulionis, te je bio i njezin predsjednik. 

U prvoj sezoni se natjecalo osam klubova iz Estonije, Finske, Latvije, Litve i Švedske. 

U sljedećim sezonama se liga širila na klubove diljem Europe, pa čak i iz mediteranskih država:
- 1999./2000.: Danska, Njemačka, Rusija, Ukrajina;
- 2000./01.: Češka, Nizozemska, Poljska, Ujedinjeno Kraljevstvo
- 2001./02.: Belgija, Bjelorusija, Bugarska, Izrael, SR Jugoslavija, Makedonija, Rumunjska, Turska

Klubovi su uz nastupanje u NEBL-u paralelno nastupali i u svojim domaćim natjecanjima i europskim kupovima. 
2002. godine vodeći klubovi - članovi lige, odustaju od nastupa u NEBL-u, zbog sve aktraktivnijih nastupa u ULEB-ovoj Euroligi, tako da je za 2002./03. NEBL organiziran od četiri momčadi sudionika Final Foura Sjeverne konferencije FIBA Champions Cupa. 

2004. je na području baltičkih država osnovana Baltička liga, a 2008. VTB United League koja okuplja klubove s područja Istočne i Sjeverne Europe.

## Prvaci i doprvaci
| sezona    | klubova | prvak                  | doprvak                |
| --------- | ------- | ---------------------- | ---------------------- |
| 1998./99. | 8       | Žalgiris Kaunas        | ASK/Brocēni/LMT Riga   |
| 1999./00. | 14      | CSKA Moskva            | Lietuvos Rytas Vilnius |
| 2000./01. | 16      | Ural Great Perm        | Žalgiris Kaunas        |
| 2001./02. | 31      | Lietuvos Rytas Vilnius | Ural Great Perm        |
| 2002./03. | 4       | UNICS Kazanj           | Lietuvos Rytas Vilnius |

## Poveznice
- Baltička liga
- VTB United League